# Luis Enrique Saldaña Guerra
Luis Enrique Saldaña Guerra OFM (ur. 24 lutego 1966 w David) – panamski duchowny katolicki, biskup diecezjalny David od 2024. 

## Życiorys
Święcenia kapłańskie otrzymał 29 kwietnia 2006 w Zakonie Braci Mniejszych. Pracował głównie jako gwardian w panamskich i gwatemalskich placówkach zakonnych. W latach 2008–2017 był definitorem panamskiej prowincji franciszkanów, a w latach 2021–2024 prowincjałem.
15 lutego 2024 papież Franciszek mianował go biskupem diecezjalnym David. 
27 kwietnia 2024 otrzymał święcenia biskupie w David. Udzielił mu ich arcybiskup Dagoberto Campos Salas.   